# Melanephia inquieta
Melanephia inquieta là một loài bướm đêm trong họ Noctuidae.